# Kerry Katona
Kerry Jayne Elizabeth Katona (Warrington, 6 settembre 1980) è una cantante e personaggio televisivo britannica.

## Biografia
È conosciuta come membro del gruppo pop Atomic Kitten.

## Carriera
Nel 1999, insieme a Liz McClarnon e Natasha Hamilton, ha esordito nel girl group Atomic Kitten, che ha raggiunto il successo col singolo See Ya nel 2000.
Dal 2002 al 2006 è stata sposata col cantante irlandese Brian McFadden (Westlife).
Nel 2004 ha vinto la terza edizione del reality show televisivo I'm a Celebrity... Get Me Out of Here!.
Ha preso parte a diverse produzioni televisive come Ketty Katona: The Next Chapter (2010-2011), Celebrity Big Brother (2011), Loose Women (2003-2004) e Dancing on Ice (2011).
Nel 2012 ha preso parte alla reunion delle Atomic Kitten.